# Presión de Pitot
La presión de Pitot es la presión que se mide con un tubo de Pitot, un tubo abierto conectado a un dispositivo de medición de presión.  Para el flujo subsónico, la presión de Pitot es igual a la presión de estancamiento (o presión total) del flujo, y por lo tanto el término presión de Pitot se utiliza a menudo indistintamente con estos otros términos.  Sin embargo, para el flujo supersónico, la presión de Pitot es la presión de estancamiento del flujo detrás del choque normal por delante del tubo de Pitot.  La presión de Pitot debe su nombre a Henri Pitot, científico francés.